# Mickey Newbury
Milton Sims „Mickey“ Newbury, Jr. (* 19. Mai 1940 in Houston, Texas; † 29. September 2002 in Springfield, Oregon) war ein US-amerikanischer Sänger und Songwriter. Seine Musik erstreckte sich neben Country über mehrere Genres.

## Ehrungen
Im Jahr 1980 wurde er in die Nashville Songwriters Hall of Fame aufgenommen.